# Alexander Wood (lekarz)
Alexander Wood (ur. 10 grudnia 1817 w Fife, zm. 26 lutego 1884 w Edynburgu) – brytyjski lekarz i wynalazca prototypu współczesnej strzykawki z wydrążoną igłą o okrągłym przekroju do zastrzyków podskórnych.

## Życiorys
Urodzony 10 grudnia 1817 r. w Fife, jego ojciec James był lekarzem. W 1821 r. rodzina przeniosła się do Edynburga, gdzie młody Wood uczył się w prywatnych szkołach. Następnie wstąpił na Uniwersytet Edynburski w 1832 r., podejmując studia medyczne. Doktorat w dziedzinie medycyny uzyskał w 1839 r. i otworzył prywatną praktykę. Pracował w ambulatoriach Stockbridge i Royal Public. 15 czerwca 1842 r. poślubił Rebeccę Massey. Od 1841 r. wykładał na zaocznych kursach i bez powodzenia starał się o posadę na uniwersytetach w Edynburgu i Glasgow.
Wood opracował technikę podawania leków zastrzykiem podskórnym, do czego zainspirowały go eksperymenty anestezjologiczne Jamesa Younga Simpsona. Wood skupił się na uśmierzaniu bólu miejscowo. W 1853 r. Wood wyleczył przypadek nerwobólu z użyciem zastrzyku morfiny w bolącą okolicę. Niezależnie od niego podobne urządzenie w tym samym roku skonstruował Charles Gabriel Pravaz, jednak igła Wooda miała okrągły przekrój w odróżnieniu od trójkątnego przekroju igły Pravaza. Istotną innowacją Wooda i Pravaza w stosunku do wcześniej tworzonych strzykawek były zdejmowane, mniejsze igły. Nową metodę Wood opisał w 1855 r. w publikacji A new method of treating neuralgia by subcutaneous injection dla Edinburgh Medical and Surgical Journal.
Był zwolennikiem metody naukowej w medycynie, zwalczał alternatywne terapie (głównie homeopatię).
W 1843 r. Wood dołączył do Wolnego Kościoła Szkocji. W latach 1846–1852 był członkiem komisji policji Edynburga i innych komitetów, m.in. zapewniającego żywność i pracę bezrobotnym. Angażował się także w debatę nt. przepisów o ochronie ubogich w Szkocji. Odgrał istotną rolę w szkockiej polityce zdrowotnej dzięki działalności w Royal College of Physicians of Edinburgh, m.in. pełnił funkcję sekretarza tej organizacji od 1852 do 1858 r., a potem był jego prezydentem do 1861 roku. RCPE było wówczas aktywne na wszystkich polach polityki zdrowotnej i angażowało się w zmiany legislacyjne dot. medycyny. Wood zabiegał o zmiany prawne dotyczące chorób psychicznych, farmacji, rejestracji urodzin i małżeństw oraz poprawy stanu sanitarnego.
Z powodu stanu zdrowia w 1873 r. przeszedł na emeryturę. Zmarł 26 lutego 1884 r. w swoim domu po krótkiej chorobie.

## Wybrane publikacje
- Homeopathy Unmasked (1844)
- A Sequel to Homeopathy Unmasked (1845)
- Rational Medicine (1849)
- What is Mesmerism (1851)
- A new method of treating neuralgia by subcutaneous injection (1855)
- Vaccination as it is, was, and Ought to be (1860)